# Estación Santa Inês (Brasil)
La Estación Santa Inês es una de las estaciones del Metro de Belo Horizonte, situada en Belo Horizonte, entre la Estación Horto Florestal y la Estación José Cândido da Silveira.
Fue inaugurada en 1994.